# 호수의 이방인
호수의 이방인(L'Inconnu du lac, Stranger by the Lake)은 프랑스에서 제작된 알랭 기로디 감독의 2013년 드라마, 스릴러 영화이다. 피에르 델라돈챔프스 등이 주연으로 출연하였다.

## 출연

### 주연
- 피에르 델라돈챔프스
- 크리스토프 파오우

### 조연
- 파트리크 다쉼사오
- 제롬 차파테
- 마티유 베르비슈
- 프랑소와 르노 라바르세